# بطولة العالم للشباب لكرة القدم 1991
بطولة العالم للشباب لكرة القدم 1991، النسخة العاشرة من مسابقة كرة القدم، وعقدت في البرتغال من 14 إلى 30 يونيو 1991. جرت المسابقة في خمس مدن.

## روابط خارجية
- 1991 FIFA World Youth Championship at FIFA.com
- RSSSF > FIFA World Youth Championship > 1991
- FIFA Technical Report (Part 1), (Part 2), (Part 3) and (Part 4)